# Ursus thibetanus formosanus
Ursus thibetanus formosanus is een ondersoort van de Aziatische zwarte beer. De beer komt alleen voor op Taiwan en is het grootste landdier op het eiland. De soort is vooral te vinden op een hoogte tussen de 1000 en 3500 meter. Vanwege de afname van leefgebied en de jacht neemt de populatie van de beren sterk af. In 1989 werd de soort geplaatst op de lijst van beschermde diersoorten door de Taiwanese wet voor behoud van culturele bezittingen, maar daarmee werd de jacht niet gestopt. In 2012 werd de populatie geschat op 500 dieren.